# Huzzah Creek
Huzzah Creek est un ruisseau d'une longueur de 35,8 miles (57,6 km) dans la partie sud de l'État américain du Missouri. Selon les informations contenues dans le fichier des noms de lieux de l'université du Missouri, le nom du ruisseau "est évidemment dérivé" de Huzzaus, l'une des premières versions françaises du nom du peuple des Osages.
Le cours supérieur du ruisseau se trouve sur la forêt nationale de Mark Twain, dans le nord du comté de Reynolds. Il coule vers le nord à travers les monts Ozarks du Missouri. Tout au long de son cours, il traverse le site historique d'État de Dillard Mill et, près de sa confluence avec le Meramec, la zone de conservation de Huzzah de 6 225 acres (2 519 ha).
Le ruisseau est notamment populaire pour le camping, le canoë, le kayak, et le rafting. Il est entouré de falaises calcaires et de peuplements de pins, de chênes et de caryers indigènes. Le journal Riverfront Times a cité le ruisseau comme « la meilleure rivière pour les voyages en flotteur » en 2011.